# Phytomyza brevicornis
Phytomyza brevicornis är en tvåvingeart som beskrevs av Friedrich Georg Hendel 1934. Phytomyza brevicornis ingår i släktet Phytomyza och familjen minerarflugor. Inga underarter finns listade i Catalogue of Life.